# Frare gorjagroc
El frare gorjagroc (Philemon citreogularis) és un ocell de la família dels melifàgids (Meliphagidae).

## Hàbitat i distribució
Habita boscos, selva i sabanes de les terres baixes del sud de Nova Guinea central i nord i est d'Austràlia.